# ヴラディスラヴ・ズボク
ヴラディスラヴ・マルティノヴィチ・ズボク (Vladislav Martinovich Zubok、1958年4月16日-)は、ロシア出身の歴史学者、ロンドン・スクール・オブ・エコノミクス教授、ジョージ・ワシントン大学ナショナル・セキュリティ・アーカイブス（NSA）研究員。専門は、ソ連政治外交史。
モスクワ大学を卒業、同大学院で修士号を取得。1985年、ソ連科学アカデミーアメリカ・カナダ研究所で歴史学の博士号を取得。
ジョージワシントン大学NSA上席研究員（1994-2001年）、同ソ連・東欧文書データーベース化企画長、ウッドロー・ウィルソン国際学術センター研究員、テンプル大学歴史学部教授などを経て現職。アムハースト大学、オハイオ大学、スタンフォード大学、ミシガン大学などで教鞭をとった経験を持つ。旧ソ連の史料を豊富に用いた研究で知られ、またそれら史料群の英語翻訳を精力的に進めている。
1996年、共著書Inside the Kremlin's Cold Warで、ライオネル・ゲルバー賞を受賞。

## 著作

### 単著
- Failed Empire: The Soviet Union in the Cold War from Stalin to Gorbachev. (University of North Carolina Press, 2007).
- Zhivago's Children: the Last Russian Intelligentsia, Belknap Press of Harvard University Press, 2009.

### 共著
- Inside the Kremlin's Cold War: from Stalin to Khrushchev, with Constantine Pleshakov, (Harvard University Press, 1996).
- Russian Anti-Americanism: from Stalin to Putin, with Eric Shiraev, (Palgrave, 2000).

### 編著
- Masterpieces of History: the Peaceful End of the Cold War in Europe, 1989, co-edited with Svetlana Savranskaya and Thomas Blanton, Central European University Press, 2010.